# Tramecourt
Tramecourt település Franciaországban, Pas-de-Calais megyében. Lakosainak száma 55 fő (2022. január 1.). Tramecourt Canlers, Ambricourt, Azincourt, Maisoncelle és Verchin községekkel határos.

## Népesség
A település népessége az elmúlt években az alábbi módon változott:
| Lakosok száma | 60   | 59   | 60   | 60   | 59   | 57   | 55   | 55   |
|               | 2013 | 2015 | 2017 | 2018 | 2019 | 2020 | 2021 | 2022 |